# Beinn Liath Mhor
Beinn Liath Mhor är ett berg i Storbritannien.   Det ligger i kommunen Highland och riksdelen Skottland, i den nordvästra delen av landet, 700 km nordväst om huvudstaden London. Toppen på Beinn Liath Mhor är 926 meter över havet, eller 263 meter över den omgivande terrängen. Bredden vid basen är 3,2 km.
Terrängen runt Beinn Liath Mhor är huvudsakligen kuperad. Trakten runt Beinn Liath Mhor är nära nog obefolkad, med mindre än två invånare per kvadratkilometer. Trakten runt Beinn Liath Mhor består i huvudsak av gräsmarker.